# NGC 935
NGC 935 è una galassia a spirale situata nella costellazione dell'Ariete, a una distanza di circa 189 milioni di anni luce dalla nostra Via Lattea.

## Scoperta
La galassia è stata scoperta il 18 settembre 1885 dall'astronomo statunitense Lewis Swift.

## Descrizione
NGC 935 ha una classe di luminosità III-IV e presenta una larga riga a 21 cm dell'idrogeno neutro.
La galassia, assieme a IC 1801, NGC 935 è inserita nell'Atlas of Peculiar Galaxies di Halton Arp con il codice Arp 276. Le immagini delle due galassie mostrano che esse sono nella fase iniziale di una collisione galattica.

## Supernova
L'11 gennaio 2006, all'interno di NGC 935 è stata scoperta la supernova SN 2006F dall'astronomo italiano Mirko Villi. La supernova è stata classificata di tipo Ib.

## Gruppo di NGC 976
NGC 935 fa parte del Gruppo di NGC 976. Questo gruppo comprende almeno 12 galassie, undici delle quali sono descritte nell'articolo di Garcia del 1993. Si tratta di IC 1797, IC 1801, NGC 924, NGC 930 (in realtà NGC 932), NGC 935, NGC 938, NGC 976, UGC 1965, UGC 2032, UGC 2064 e MCG 3-7-13. Quattro di queste galassie sono incluse anche nell'articolo di Mahtessian del 1998. Si tratta di NGC 924, NGC 930 (=NGC 932), NGC 935 e NGC 938. La dodicesima galassia è NGC 992. Secondo Mahtessian, NGC 976 e NGC 992 formano una coppia di galassie. I dati confermano l'affermazione e pertanto NGC 992 è da includere nel Gruppo di NGC 976.